# Sveti Martin (Buzet)
 Sveti Martin   (olaszul: San Martino Pinguentino) falu Horvátországban, Isztria megyében. Közigazgatásilag Buzethez tartozik.

## Fekvése
Az Isztriai-félsziget északi részének közepén, Pazintól 26 km-re északra, községközpontjától 2 km-re északkeletre fekszik.

## Története
A falunak 1857-ben 406, 1910-ben 489 lakosa volt. 2011-ben 999 lakosa volt.

## Lakosság
| Lakosság változása | Lakosság változása | Lakosság változása | Lakosság változása | Lakosság változása | Lakosság változása | Lakosság változása | Lakosság változása | Lakosság változása | Lakosság változása | Lakosság változása | Lakosság változása | Lakosság változása | Lakosság változása | Lakosság változása | Lakosság változása |
| ------------------ | ------------------ | ------------------ | ------------------ | ------------------ | ------------------ | ------------------ | ------------------ | ------------------ | ------------------ | ------------------ | ------------------ | ------------------ | ------------------ | ------------------ | ------------------ |
| 1857               | 1869               | 1880               | 1890               | 1900               | 1910               | 1921               | 1931               | 1948               | 1953               | 1961               | 1971               | 1981               | 1991               | 2001               | 2011               |
| 406                | 440                | 374                | 393                | 458                | 489                | 0                  | 0                  | 343                | 316                | 279                | 289                | 297                | 593                | 798                | 999                |

## Nevezetességei
Szent Márton tiszteletére szentelt temploma 1602-ben épült, 1888-ban újjáépítették. Oltárképén a koldussal köpenyét megosztó Szent Márton látható.